# Grup RBA
El Grup RBA és un grup editorial independent fundat a Barcelona el 1991. Es constituí inicialment com a RBA Col·leccionables SA, amb la intenció de promoure les edicions de col·leccionables de quiosc. El 1993 creà RBA Revistes SA i, el 1994, obtingué la llicència per publicar, a Espanya i l'Amèrica Llatina, la revista National Geographic. El 1998 va crear el segell RBA Llibres SA.
El grup s'ha engrandit en els darrers anys, i s'ha establert en l'edició en català després de comprar, l'any 2000, Edicions de la Magrana i, el 2004, l'Editorial Molino. Pertany també al grup la revista L'Avenç.